# Wig-Wam Bam
«Wig-Wam Bam» es una canción de la banda musical británica de glam rock Sweet, escrita por el dúo de compositores Mike Chapman y Nicky Chinn, e interpretada por Sweet. Se lanzó como sencillo en septiembre del año 1972, y en los Estados Unidos en 1973. En ese mismo año se incluyó en el álbum recopilatorio The Sweet.

## Contexto
La letra de la canción está inspirada en el poema épico de Henry Longfellow The Song of Hiawatha de 1855. El poema narra la leyenda de un guerrero nativo Americano llamado Hiawatha y de su amante, Minnehaha. La letra también se refiere a Running Bear y a su amante Little White Dove, dos personajes de la canción de 1959 Running Bear escrita por Jiles Perry.
«Wig-Wam Bam» fue descrita en la revista Bomp como «un monumento a la trivialidad ultracomercial del rock 'n' roll».

## Lista de posiciones
| Listas (1972 - 1973)                   | Posición más alta |
| -------------------------------------- | ----------------- |
| Alemania (Media Control Singles Chart) | 1                 |
| Bélgica (Ultratop Singles Chart)       | 3                 |
| Reino Unido (UK Singles Chart)         | 4                 |

## Personal
- Brian Connolly – voz principal.
- Steve Priest – voz principal y coros, bajo.
- Andy Scott – guitarra eléctrica, coros.
- Mick Tucker – batería, coros.